# Разговорът
„Разговорът“ (на английски: The Conversation) е американски филм – психологически трилър – от 1974 година на режисьора Франсис Форд Копола по негов собствен сценарий. Главните роли се изпълняват от Джийн Хекман, Джон Казейл, Алън Гарфийлд.

## Сюжет
Сюжетът се развива около експерт по подслушване, който установява, че негов обект вероятно ще бъде убит, след което се замесва в поредица събития, завършили с убийство.

## В ролите
| Изпълнител      | Роля                   |
| --------------- | ---------------------- |
| Джийн Хекман    | Гари Кол               |
| Джон Казейл     | Стан                   |
| Алън Гарфийлд   | Уилям П. (Берни) Моран |
| Харисън Форд    | Мартин Стет            |
| Тери Гар        | Еми Фредерикс          |
| Фредерик Форест | Марк                   |
| Синди Уилямс    | Ан                     |
| Майкъл Хигинс   | Пол                    |
| Елизабет Макрей | Мередит                |
| Робърт Дювал    | Директор               |
| Марк Вилер      | Секретар в приемната   |
| Робърт Шийлдс   | Мимът                  |
| Фиби Александър | Лурлин                 |

## Награди и номинации
- „Голямата награда“ на филмовия фестивала в Кан и БАФТА за монтаж и озвучаване и е номиниран за „Оскар“ за най-добър филм, оригинален сценарий и озвучаване и за „Златен глобус“ за най-добър драматичен филм, режисура, драматичен актьор и сценарий.